# Аргунов, Борис Иванович
Борис Иванович Аргунов (1907 ― 1985) ― советский учёный, математик, кандидат физико-математических наук, профессор Смоленского государственного педагогического института.

## Биография
Родился 26 июля 1907 года в семье дворянина Смоленской губернии, работавшего сельским учителем. В 1929 году окончил педагогический факультет Смоленского государственного университета. С 1933 года — на преподавательской работе в Смоленском государственном педагогическом институте.
Участвовал в Великой Отечественной войне в составе 8-й сапёрной и 44-й армий. Был уволен в запас в звании техника-интенданта 2-го ранга.
В 1947 году окончил аспирантуру при Московском государственном университете и защитил диссертацию на соискание учёной степени кандидата физико-математических наук. Вернувшись в Смоленск, он на протяжении многих лет преподавал в Смоленском государственном педагогическом институте. Был заведующим кафедрой геометрии и алгебры, проректором, в 1968 году был утверждён профессором. Опубликовал большое количество научных работ, в том числе ряд учебных пособий и книг по геометрии.
Умер 6 мая 1985 года, похоронен на Братском кладбище Смоленска.
Был награждён орденами Трудового Красного Знамени (27.10.1953), Отечественной войны 2-й степени (06.04.1985) и «Знак Почёта» (15.09.1961), а также рядом медалей.

## Избранная библиография
- Аргунов Б. И., Балк М. Б. Геометрические построения на плоскости [Текст] : Пособие для студентов пед. ин-тов. — М.: Учпедгиз, 1955.
- Аргунов Б. И., Скорняков Л. А. Конфигурационные теоремы. — М.: Гостехиздат, 1957.
- Аргунов Б. И. Учебное пособие по курсу основания геометрии / Глав. упр. высш. и сред. пед. учеб. заведений М-ва просвещения РСФСР. Моск. гос. заоч. пед. ин-т. — М.: Учпедгиз, 1961.
- Аргунов Б. И., Балк М. Б. Элементарная геометрия: [Учеб. пособие для пед. ин-тов]. — М.: Просвещение, 1966.
- Аргунов Б. И., Цыганова В. К. Задачник-практикум по аналитической геометрии: Для студентов-заочников матем. отд-ний пед. ин-тов. — Глав. упр. высш. и сред. пед. учеб. заведений М-ва просвещения РСФСР. Моск. гос. заоч. пед. ин-т. — М.: Просвещение, 1968.
- Аргунов Б. И. Преобразования плоскости: Учеб. пособие для студентов-заоч. пед. ин-тов (по курсу «Геометрия») / Гл. упр. высш. и средн. пед. учеб. заведений М-ва прос. РСФСР. Моск. гос. заоч. пед. ин-т. — М.: Просвещение, 1976.
- Аргунов Б. И., Демидова И. Н., Литвиненко В. Н. Задачник-практикум по геометрии: Учеб. пособие для студентов-заочников I курса физ.-мат. пед. ин-тов. — М.: Просвещение, 1979.